# U-Express
U-Express hieß eine vom 1. April 2001 bis zum 31. März 2004 existierende Wiener Gratis-Tageszeitung.
Das nach dem Vorbild der Kronen-Zeitung gestaltete Blatt entsprang einer Initiative von Hans Dichand. Als Chefredakteur war Richard Schmitt verantwortlich. Es wurde, befristet auf drei Jahre, an Werktagen am Morgen in Wiener U-Bahn-Stationen ausgelegt und erreichte so weite Verbreitung. Dichand geriet durch diese Initiative allerdings in verschärften Konflikt mit seinen Miteigentümern an der Kronen-Zeitung, der WAZ-Mediengruppe. Kurz nach Einstellung des U-Express kam es zur Gründung des sehr ähnlichen und ebenfalls in Naheverhältnis zu Familie Dichand angesiedelten Gratisblatts Heute.